# Championnats d'Europe espoirs d'athlétisme 2009
Navigation
Édition précédente Édition suivante
Les 7es Championnats d'Europe espoirs d'athlétisme ont eu lieu du 16 au 19 juillet 2009 à Kaunas, en Lituanie, dans le Centre sportif S.-Darius-et-S.-Girėnas.
44 épreuves sont disputées par 956 athlètes, en provenance de 42 des 50 fédérations européennes. Les plus fortes délégations sont composées par la France (74), la Pologne (72), l'Allemagne (63), la Russie (62), l'Italie (59), l'Espagne (53), le Royaume-Uni (52), la Lettonie (24) et l'Estonie (15).

## Résultats

### Hommes
| Épreuves          | Or                                                                               | Argent                                                                                | Bronze                                                                        |
| ----------------- | -------------------------------------------------------------------------------- | ------------------------------------------------------------------------------------- | ----------------------------------------------------------------------------- |
| 100 m             | Harry Aikines-Aryeetey 10 s 15                                                   | Leevan Yearwood 10 s 26                                                               | Rion Pierre 10 s 28                                                           |
| 200 m             | Toby Sandeman 20 s 37                                                            | Aleixo-Platini Menga 20 s 59                                                          | Ihor Bodrov 20 s 61                                                           |
| 400 m             | Yannick Fonsat 45 s 68                                                           | Nigel Levine 45 s 78                                                                  | Jan Ciepiela 45 s 81                                                          |
| 800 m             | Adam Kszczot 1 min 45 s 81                                                       | Marcin Lewandowski 1 min 46 s 52                                                      | Robin Schembera 1 min 46 s 63                                                 |
| 1 500 m           | Ivan Tukhtachev 3 min 51 s 19                                                    | James Brewer 3 min 51 s 33                                                            | Jakub Holusa 3 min 51 s 46                                                    |
| 5 000 m           | Mohamed Elbendir 13 min 55 s 10                                                  | Noureddine Smaïl 13 min 59 s 23                                                       | David McCarthy 14 min 00 s 78                                                 |
| 10 000 m          | Selim Bayrak 29 min 47 s 15                                                      | Andrea Lalli 29 min 49 s 80                                                           | Dmytro Lashyn 30 min 08 s 44                                                  |
| 110 m haies       | Artur Noga 13 s 47                                                               | Gianni Frankis 13 s 57                                                                | Callum Priestley 13 s 63                                                      |
| 400 m haies       | Lloyd Gumbs 49 s 62                                                              | Stanislav Melnykov 49 s 88                                                            | Vincent Vanryckeghem 49 s 90                                                  |
| 3 000 m steeple   | Aleksandr Pavelyev 8 min 40 s 55                                                 | José Luis Galvan 8 min 41 s 53                                                        | Krystian Zalewski 8 min 42 s 06                                               |
| 4 × 100 m         | Royaume-Uni Ryan Scott Toby Sandeman Rion Pierre Leevan Yearwood 39 s 09         | France Emmanuel Biron Mickael Arminana Pierre-Alexis Pessonneaux Teddy Tinmar 39 s 26 | Pologne Kamil Kryński Artur Zaczek Olaf Paruzel Jakub Adamski 39 s 52         |
| 4 × 400 m         | Pologne Marcin Sobiech Jakub Krzewina Michal Pietrzak Jan Ciepiela 3 min 03 s 74 | Italie Marco Vistalli Isalbet Juarez Domenico Fontana Matteo Galvan 3 min 03 s 79     | France Bruno Naprix Mame-Ibra Anne Yoann Décimus Yannick Fonsat 3 min 04 s 06 |
| 20 km marche      | Miguel Ángel Lopez 1 h 22 min 23 s                                               | Dzianis Simanovich 1 h 22 min 57 s                                                    | Matteo Giupponi 1 h 23 min 00 s                                               |
| Saut en longueur  | Jānis Leitis 7,90 m                                                              | Pavel Karavayev 7,86 m                                                                | Mikko Kivinen 7,85 m                                                          |
| Triple saut       | Daniele Greco 17,20 m                                                            | Zhivko Petkov 16,81 m                                                                 | Aliaksandr Liabedzka 16,80 m                                                  |
| Saut en hauteur   | Sylwester Bednarek 2,28 m                                                        | Oleksandr Nartov 2,26 m                                                               | Andriy Protsenko 2,24 m                                                       |
| Saut à la perche  | Raphael Holzdeppe 5,65 m                                                         | Luke Cutts 5,60 m                                                                     | Dimitrios Patsoukakis 5,55 m                                                  |
| Lancer du poids   | Valeriy Kokoyev 20,20 m                                                          | Nick Petersen 18,94 m                                                                 | Mateusz Mikos 18,89 m                                                         |
| Lancer du disque  | Nikolay Sedyuk 60,80 m                                                           | Ivan Hryshyn 59,61 m                                                                  | Martin Wierig 59,12 m                                                         |
| Lancer du marteau | Yury Shayunou 78,16 m                                                            | Anatoliy Pozdnyakov 72,42 m                                                           | Alexander Ziegler 72,32 m                                                     |
| Lancer du javelot | Ari Mannio 84,57 m                                                               | Petr Frydrych 80,53 m                                                                 | Spirídon Lebésis 79,37 m                                                      |
| Décathlon         | Eelco Sintnicolaas 8 112 pts                                                     | Mateo Sossah 7 885 pts                                                                | Mihail Dudaš 7 855 pts                                                        |

### Femmes
| Épreuves          | Or                                                                                 | Argent                                                                                | Bronze                                                                                      |
| ----------------- | ---------------------------------------------------------------------------------- | ------------------------------------------------------------------------------------- | ------------------------------------------------------------------------------------------- |
| 100 m             | Lina Grinčikaitė 11 s 37                                                           | Nataliya Pohrebnyak 11 s 45                                                           | Marika Popowicz 11 s 50                                                                     |
| 200 m             | Aleksandra Fedoriva 22 s 97                                                        | Ewelina Ptak 23 s 07                                                                  | Marika Popowicz 23 s 25                                                                     |
| 400 m             | Kseniya Ustalova 51 s 74                                                           | Kseniya Zadorina 51 s 76                                                              | Anna Sedova 52 s 58                                                                         |
| 800 m             | Yelena Kofanova 1 min 58 s 94                                                      | Nataliya Lupu 2 min 01 s 08                                                           | Agnieszka Leszczynska 2 min 01 s 53                                                         |
| 1 500 m           | Sultan Haydar 4 min 14 s 12                                                        | Kristina Khalayeva 4 min 14 s 78                                                      | Yelena Fesenko 4 min 15 s 86                                                                |
| 5 000 m           | Natalya Popkova 15 min 54 s 11                                                     | Sviatlana Kudzelich 16 min 03 s 85                                                    | Emily Pidgeon 16 min 04 s 71                                                                |
| 10 000 m          | Natalya Popkova 33 min 37 s 31                                                     | Zsófia Erdélyi 33 min 39 s 89                                                         | Azra Eminović 33 min 47 s 19                                                                |
| 100 m haies       | Christina Vukicevic 12 s 99                                                        | Yekaterina Shtepa 13 s 28                                                             | Alina Talay 13 s 30                                                                         |
| 400 m haies       | Perri Shakes-Drayton 55 s 26                                                       | Eilidh Child 55 s 32                                                                  | Darya Korableva 56 s 08                                                                     |
| 3 000 m steeple   | Ancuţa Bobocel 9 min 47 s 90                                                       | Julia Hiller 9 min 57 s 44                                                            | Susanne Lutz 10 min 01 s 87                                                                 |
| 4 × 100 m         | Royaume-Uni Annabelle Lewis Joey Duck Lucy Sargent Elaine O'Neill 43 s 89          | Pologne Agnieszka Ceglarek Marika Popowicz Milena Pedziwiatr Weronika Wedler 43 s 90  | Lituanie Silvija Peseckaitė Lina Andrijauskaitė Sonata Tamošaitytė Lina Grinčikaitė 44 s 09 |
| 4 × 400 m         | Russie Anna Sedova Kseniya Zadorina Kseniya Vdovina Kseniya Ustalova 3 min 27 s 59 | Allemagne Esther Cremer Jill Richards Janin Lindenberg Sorina Nwachukwu 3 min 29 s 21 | Biélorussie Maryna Liboza Katsiaryna Mishyna Hanna Tashpulatava Alena Kievich 3 min 30 s 45 |
| 20 km marche      | Yelena Shumkina 1 h 33 min 05 s                                                    | Zuzana Schindlerova 1 h 33 min 42 s                                                   | Tatyana Shemyakina 1 h 34 min 13 s                                                          |
| Saut en longueur  | Melanie Bauschke 6,83 m                                                            | Nastassia Mironchyk 6,76 m                                                            | Éloyse Lesueur 6,72 m                                                                       |
| Triple saut       | Paraskeví Papahristou 14,34 m                                                      | Cristina Bujin 14,26 m                                                                | Liliya Kulyk 13,88 m                                                                        |
| Saut en hauteur   | Aleksandra Shamsutdinova 1,89 m                                                    | Melanie Bauschke 1,89 m                                                               | Urszula Domel 1,86 m                                                                        |
| Saut à la perche  | Lisa Ryzih 4,50 m                                                                  | Minna Nikkanen 4,45 m                                                                 | Vanessa Vandy 4,35 m                                                                        |
| Lancer du poids   | Denise Hinrichs 19,18 m                                                            | Irina Tarasova 17,90 m                                                                | Alena Kopets 17,72 m                                                                        |
| Lancer du disque  | Eden Francis 57,29 m                                                               | Vera Karmishina 54,48 m                                                               | Jade Nicholls 54,44 m                                                                       |
| Lancer du marteau | Zalina Marghieva 67,67 m                                                           | Kateřina Šafránková 63,01 m                                                           | Sarah Holt 62,55 m                                                                          |
| Lancer du javelot | Madara Palameika 64,51 m                                                           | Vira Rebryk 61,43 m                                                                   | Anna Wessman 55,91 m                                                                        |
| Heptathlon        | Aiga Grabuste 6 396 pts                                                            | Olga Kurban 6 205 pts                                                                 | Nadezhda Sergeyeva 6 118 pts                                                                |

## Tableau des médailles
Classement des dix meilleures nations
| Rang | Nation | Or | Argent | Bronze | Total |
| ---- | ------ | -- | ------ | ------ | ----- |
| 1    | RUS    | 12 | 8      | 5      | 25    |
| 2.   | GBR    | 7  | 6      | 5      | 18    |
| 3    | GER    | 4  | 4      | 4      | 12    |
| 3    | POL    | 4  | 3      | 8      | 15    |
| 5    | LAT    | 3  | 0      | 0      | 3     |
| 6    | ESP    | 2  | 1      | 0      | 3     |
| 7    | TUR    | 2  | 0      | 0      | 2     |
| 8    | BLR    | 1  | 3      | 4      | 8     |
| 9    | FRA    | 1  | 3      | 2      | 6     |
| 10   | ITA    | 1  | 2      | 1      | 4     |